# Kūreh Kānī
Kūreh Kānī (persiska: کوره کانی) är en ort i Iran.   Den ligger i provinsen Västazarbaijan, i den nordvästra delen av landet, 500 km väster om huvudstaden Teheran. Kūreh Kānī ligger 1 555 meter över havet och antalet invånare är 159.
Terrängen runt Kūreh Kānī är lite kuperad. Runt Kūreh Kānī är det ganska glesbefolkat, med 50 invånare per kvadratkilometer. Närmaste större samhälle är Torjān, 10,1 km öster om Kūreh Kānī. Trakten runt Kūreh Kānī består i huvudsak av gräsmarker.